# Al-Ḥudaybiya
Al-Hudaybiya (ou Houdaybiya) est le nom d'un lieu près de la Mecque qui a été donné à la trêve conclue en 628 entre le prophète Mahomet, ses partisans et les Quraychites, à la suite des conflits qui ont commencé en 612.
De nos jours, elle est interprétée par des chercheurs-historiens, (A.-L. de Prémare) comme le début d'une confédération (umma) de nature politique soudée par l'adhésion au prophète d'Allâh dans un but d'efficacité de la guerre en commun (djihad, jihad ou djihâd (arabe : ǧihād, جهاد, effort) contre l'ennemi (kæfir, à entendre comme réfractaire).

## Les étapes qui conduisent à la trêve d'Al-Hudaybiya

### Opposition et les menaces des riches Qraychites aux prêches du prophète
Durant sa retraite dans la caverne de Hira (Ghar Hira), Mahomet entend une voix mystérieuse "Tu es l'envoyé de Dieu". Il s'agissait de l'archange Gabriel, جبرائيل [ɡɛbrɛːjɪːl] ou جبريل [ʤɛbrɪːl] (Djibrîl). La nuit du 27 ramadan 612 deviendra celle "du Destin" (laylat el-qadr). Sourate 97 (Al-Qadr : la Destinée). L'Islam en célèbre toujours l'anniversaire.
Investi du rôle de prophète par Dieu, il commence à prêcher (Coran : 6;123.17;16,etc et Coran:41;6). Nombre de Mecquois les plus influents l'accusent de vouloir ridiculiser leurs pratiques religieuses. Il n'est d'autant pas compris qu'il appartient lui-même à cette riche classe sociale. Par contre, son message passe bien dans les quartiers pauvres, véritable "cour des miracles". Les menaces se précisent. 

### Riposte de l'Apôtre,l'isra',le Mi'radj.
L’Apôtre envoie certains de ses fidèles se réfugier en Abyssinie chrétienne.
D'après la sourate du "Voyage nocturne" (isra'), il aurait été transporté à Jérusalem d'où il se serait élevé au Ciel (Mi'radj). Ainsi la ville de David, celle où s'achève l’œuvre de Jésus serait devenue le refuge de l'Islam persécuté.

### L'asile à Yathrib (la future Médine)
À l'époque préislamique, Médine s'appelait Yathrib (يثرب).
Les habitants de la "ville" s'engagent par serment à donner asile au messager de Dieu. (Second serment d'allégeance d'al-Aqaba )
Durant l'été 622, des petits groupes de partisans partent vers l'oasis médinoise.

### Les Mecquois adversaires du prophète préparent son assassinat
À la mi-septembre 622, Mahomet, Abou Bakr, un guide païen et deux chameaux "s'enfuient" (hidjra = rupture). Par des chemins détournés, ils arrivent à Médine (de nos jours, il existe une autoroute de l'hégire (tariq el-Hidjra)).

### Arrivée du prophète le vendredi 24 septembre 622 de l'ère chrétienne à Yatrib, c'est la fin de l'émigration de Mahomet
"L'arrivée à Médine du prophète est une étape décisive de sa vie, un tournant historique de sa prédication. Une ère nouvelle s'ouvre pour l'humanité. Des générations innombrables d'hommes et de femmes vont mesurer le temps à partir de cette journée".

#### Le nouveau comput
C'est le début de la chronologie de l'Oumma qui commence en fait au premier jour de l'année lunaire de l'arrivée à Médine. L'accord s'est fait sur le 16 juillet 622 : l'an 1.

#### La première mosquée
Rapidement, une mosquée est construite. Elle sert aussi de résidence du prophète qui y reçoit des délégations, harangue ses adeptes et légifère.
Yathrib qui a été mentionnée par Pline l'Ancien, et connue de Ptolémée sous la forme "Jathrippa" renonce à son nom prestigieux pour devenir Madinat-el-Nabi, la "Ville du Prophète", el-Madina d'où Médine. Les conversions se multiplient. La prédication musulmane finit par menacer les autres clans de la région.

### En 624, affrontement à Badr avec une armée de marchands mecquois
Des tribus médinoises s'allient aux Mecquois pour anéantir la nouvelle communauté, ce qui conduit à la bataille de Badr le 15 ou 17 mars 624 durant laquelle l'armée des marchands mecquois est mise en déroute (Coran 3;123). À la suite de cette victoire, il détourne la Qibla de Jérusalem vers la Mecque et renforce la législation de sa communauté. Des tensions graves augmentent avec les juifs et les païens de Médine. Les autres qui ne désarmeront pas seront vaincus à leur tour.

### En 625, une expédition mecquoise assaille Médine par le Djebel Ohod
Les croyants musulmans sont battus durant la bataille de Ohod ou Uhud (arabe : غزوة أحد ḡazwa ʾuḥud) et le prophète est blessé. Il s'en prend alors aux caravanes de sa ville natale pour diminuer leurs pouvoirs. 

### En 627, une nouvelle attaque contre Médine échoue
Dix mille envahisseurs juifs et arabes alliés aux Qoraychites ne peuvent entrer dans Médine. Mahomet avait fait creuser une tranchée de protection (khandaq) (Arabic: غزوة الخندق, Translittération : Ghazwah al-Khandaq). Cette bataille est aussi appelée  "la bataille des coalisés" . Le siège de Médine aurait duré 26 jours.

## Al-Hudaybiya: La trêve est conclue avec les Quraychites en 628
En 628, le Messager se dirigea vers La Mecque, voulant accomplir le petit pèlerinage (`Umra). Les Émigrés (Muhâjirûn) et Auxiliaires (Ansâr) – sortirent avec lui. Il amena avec lui les offrandes afin de laisser comprendre qu'il n'avait aucune intention guerrière. Il enjoignit à ses Compagnons de n'emporter comme arme que les épées dans leurs étuis ; armes qu'il ne convenait pas de dégainer au sein de la Maison Sacrée.
Là, on vint l'alerter sur la décision quraychite commune d'interdire aux musulmans l'accès à La Mecque. Les Quraychites s'étaient préparés à la guerre et déjà, ils avaient expédié Khâlid ibn Al-Walîd à la tête de deux-cents cavaliers afin de rabrouer les musulmans. 
Les musulmans dévièrent vers une route au sud de La Mecque, jusqu'à Al-Hudaybiya, (arabe : الحديبية) un endroit près de la ville sacrée où se trouvait un puits. Des pourparlers s'engagèrent avec des messagers mecquois. Malgré les échanges et les palabres, Mahomet ne put accomplir le pèlerinage. 
Cependant, les deux partis adverses arrivèrent à un compromis après débats et accords :

- Une trêve de dix ans entre les deux camps

- Retour du Prophète et des musulmans pour la présente année sans visiter La Mecque, et report de leur visite à l'année suivante. Là, ils seraient autorisés à y entrer sans armes, sauf les épées dans leurs étuis, et à y séjourner trois jours en l'absence des Quraychites

- Engagement musulman d'éconduire tout Quraychite voulant les joindre, mais liberté quraychite, en cas réciproque, d'accepter ou de renvoyer tout musulman voulant joindre leur camp

- Liberté garantie à quiconque voudrait pactiser soit avec les musulmans, ou avec les Quraychites, de le faire.
Les clauses de cette trêve furent couchées par écrit par `Alî ibn Abî Tâlib qui en rédigea un document. Les musulmans finirent par accepter de bon gré ce que leur prophète avait accepté ; quoique irrités au début de certaines clauses leur paraissant arbitraires. Ainsi, le Prophète et les musulmans  renonçant à leur `Umra, regagnèrent Médine. La sourate Al-Fath (La Conquête Éclatante, no 48) se réfère à cette trêve.
« 
1°) Les musulmans retourneront chez eux cette année (sans avoir accompli la Umra) et reviendront l’année prochaine, mais ils ne resteront pas à La Mecque plus de trois jours. Ils ne porteront pas d’armes autres que leurs épées rengainées. Et les Quraychites s’engagent à ne rien tenter en vue de s’opposer aux musulmans (durant leur séjour à La Mecque). »
« 
2°) La guerre sera suspendue pour dix années, période durant laquelle les deux parties vivront en totale sécurité sans jamais combattre. »
« 
3°) Quiconque souhaitera s’unir à Muhammad dans son pacte et son alliance pourra le faire et quiconque souhaitera s’unir à Quraych dans son pacte et son alliance pourra le faire également ; tout agression contre la tribu qui se joindra à l’une ou à l’autre partie sera considérée comme visant cette dernière. »
« 
4°) Si un membre de Quraych se réfugie chez Muhammad sans l’autorisation de son protecteur (Wali), il sera renvoyé à La Mecque, tandis que si un partisan de Muhammad revient à La Mecque, il ne sera pas renvoyé à Médine. »

## Mahomet se mue en "chef d'état" en 629
Le serment qui fut prêté à Muhammad "sous l'arbre" à al-Hudaybiya fit de lui un véritable souverain régnant sur une partie de l'Arabie occidentale.